# Scheloribates brachypterus
Scheloribates brachypterus är en kvalsterart som beskrevs av Wallwork 1977. Scheloribates brachypterus ingår i släktet Scheloribates och familjen Scheloribatidae. Inga underarter finns listade i Catalogue of Life.